# Volker Schnell
Volker Schnell (* 31. Juli 1942 in Berga/Elster) ist ein deutscher Färbereifacharbeiter, Hochseefischer und früherer Volkskammerabgeordneter der DDR für die Freie Deutsche Jugend (FDJ).

## Leben
Schnell ist der Sohn eines Arbeiters. Nach dem Besuch der Grundschule nahm er 1956 eine zweijährige Lehre zum Färbereifacharbeiter auf. Von 1959 bis 1961 war er als Matrose der Hochseefischerei tätig. Im Anschluss daran leistete er seinen 18-monatigen Grundwehrdienst beider Nationalen Volksarmee der DDR. Nach seiner Rückkehr vom Armeedienst wurde er 1963 Lehrausbilder an der Betriebsberufsschule des VEB Fischkombinat Saßnitz.

## Politik
Schnell trat 1956 in die FDJ und gleichzeitig in den FDGB bei. 1960 wurde er Mitglied der SED.
In der Wahlperiode von 1963 bis 1967 war er Mitglied der FDJ-Fraktion in der Volkskammer der DDR, die unter Vorsitz von Helmut Müller stand.

## Auszeichnungen
- Auszeichnung für sehr gute Leistungen im Berufswettbewerb